# (863) Benkoela
(863) Benkoela est un astéroïde de la ceinture principale.

## Description
(863) Benkoela est un astéroïde de la ceinture principale, découvert le 9 février 1917 par l'astronome allemand Max Wolf à Heidelberg. Sa désignation provisoire était 1917 BH.
C'est un astéroïde de type A, donc riche (> 80 %) en olivine, au moins en ce qui concerne les roches de sa surface.
Il est possiblement nommé en référence à la ville de Benkoelen, située sur l'île de Sumatra (en Indonésie).